# Спорт в Доминиканской Республике
Спорт в Доминиканской Республике широко распространён. Наиболее популярен в этой стране бейсбол.

## Бейсбол
На сегодняшний день бейсбол — бесспорно самый популярный вид спорта в Доминиканской Республике. После США Доминиканская Республика обладает наибольшим количеством бейсболистов, выступающих за клубы Главной лиги бейсбола (MLB).
Кроме того в Доминиканской Республике существует собственная бейсбольная лига, Доминиканская зимняя бейсбольная лига, соревнования в которой проходят с октября по январь. В неё входят 6 клубов: «Агилас Сибаэньяс» (Сантьяго-де-лос-Кабальерос), «Эстрельяс Орьенталес» (Сан-Педро-де-Макорис), «Хигантес дель Сибао» (Сан-Франсиско-де-Макорис), «Леонес дель Эскохидо» (Санто-Доминго), «Тигрес дель Лисей» (Санто-Доминго) и «Торос дель Эсте» (Ла-Романа). Множество бейсболистов MLB и Низшей лиги бейсбола выступает в Доминиканской лиге во время собственного межсезонья.
Сборная Доминиканской Республики по бейсболу — регулярный участник Чемпионата мира по бейсболу. Сборная один раз выигрывала золотые медали (1948), трижды становилась серебряным призёром (1942, 1950, 1952) и дважды — бронзовым (1943, 1969).
Доминиканская сборная также принимала участие в Мировой бейсбольной классике 2006 года, в котором она дошла до полуфинала. В Мировой бейсбольной классике 2013 года Доминиканская Республика и вовсе стала победителем турнира, не потерпев ни одного поражения, победив в финале сборную Пуэрто-Рико.

## Баскетбол
Национальная федерация баскетбола проводит ежегодный чемпионат профессиональной Национальной баскетбольной лиги (исп. Liga Nacional de Baloncesto; LNB).
В  Национальной баскетбольной ассоциации (NBA) выступают ряд игроков из Доминиканской Республики, такие как:
- Франциско Гарсия, лёгкий форвард «Хьюстон Рокетс»; выбранный «Сакраменто Кингс» в первом раунде Драфта НБА 2005 года
- Эл Хорфорд, центровой клуба «Атланта Хокс», выбранный «Атлантой» под третьим номером в первом раунде Драфта НБА 2007 года
- Чарли Вильянуэва, тяжёлый форвард клуба «Детройт Пистонс», выбранный «Торонто Рэпторс» под седьмым номером в первом раунде Драфта НБА 2005 года
- Фелипе Лопес, бывший атакующий защитник клубов «Ванкувер Гриззлис», «Вашингтон Уизардс» и «Миннесота Тимбервулвз»

## Футбол
Футбол также является популярным видом спорта в Доминиканской Республике. Руководящим органом по этому виду спорта в стране служит Федерация футбола Доминиканской Республики. Примера Дивисьон Доминиканской Республики — высший дивизион доминиканского клубного футбола. Федерация футбола совместно с ФИФА разработала ряд программ по развитию футбольной инфраструктуры в стране, реализуемых в последние годы.

## Бокс
Бокс — важная составляющая доминиканской спортивной жизни. Доминиканская Республика стала родиной для десятков бойцов мирового уровня, в том числе мировых чемпионов на профессиональном и любительском уровнях, среди которых выделяются: Карлос Крус, Лео Крус, Хулио Сесар Грин, Хоан Гусман и Хуан Карлос Пайано.

## Волейбол
Волейбол появился в Доминиканской Республике в 1916 году благодаря морским пехотинцам США. Первым международным соревнованием, в котором приняли участие доминиканские волейболисты, был Карибский волейбольный турнир 1934 года в Порт-о-Пренсе (Гаити). Наибольшим достижением для женской сборной страны стали золотые медали Панамериканских игр 2003 года.
Доминиканская конфедерация волейбола, образованная в 1955 году, основала в 2007 году Волейбольную лигу Доминиканской Республики, чемпионат в которой ежегодно проводится среди 8 профессиональных команд, как среди мужчин, так и среди женщин. На 2014 год женская сборная занимает 8-е место в рейтинге FIVB, в то время как мужская сборная — 33-е в рейтинге для мужских команд.
.
Множество доминиканцев выступает за различные клубы Америки, Европы и Азии, среди них: Бренда Кастильо, Бетания де ла Крус, Косири Родригес и Элвис Контрерас.

## Олимпийские игры
Доминиканская Республика впервые приняла участие на летних Олимпийских играх в 1964 году в Токио, будучи представленной одним спортсменом: атлетом Альберто Торресом де ла Мотой по прозвищу "Эль-Гринго" ("El Gringo") в беге на 100 метров. Первым призёром Олимпийских игр стал боксёр Педро Ноласко, выигравший бронзовую медаль на летних Олимпийских играх в 1984 году в Лос-Анджелесе. Первую олимпийскую золотую медаль завоевал двукратный чемпион мира в беге на 400 метров с барьерами Феликс Санчес на играх в Афинах в 2004 году. Наиболее же успешными для доминиканцев стали Олимпийские игры в в Пекине 2008 года и в Лондоне 2012 года, в обоих случаях они завоевали одну золотую и одну серебряную медали. В Пекине олимпийским чемпионом стал боксёр Мануэль Феликс Диас, а серебряную медаль выиграл тхэквондист Габриэль Мерседес. В Лондоне золотую медаль во второй раз завоевал Феликс Санчес в беге на 400 метров с барьерами, серебряную — Лугелин Сантос в беге на 400 метров.
Олимпийский комитет Доминиканской Республики (DROC) возглавляет президент Луис Мехья Овьедо. В зимних Олимпийских играх Доминиканская Республика не участвовала.

## Панамериканские игры
Доминиканская Республика в 2003 году принимала у себя XIV Панамериканские игры, проходившие в столице Санто-Доминго.

## Игры Центральной Америки и Карибского бассейна
Доминиканская Республика дважды принимала у себя Игры Центральной Америки и Карибского бассейна: игры 1974 года проходили в Санто-Доминго, а игры 1986 года — в Сантьяго-де-лос-Кабальерос.